# Ясси (аеропорт)
Міжнарóдний аеропóрт Ясси (рум. Aeroportul Internațional Iași) (IATA: IAS, ICAO: LRIA) розташований за 8 км на схід від центру м. Ясси, Румунія. Будучи одним з найдавніших офіційних летовищ Румунії, аеропорт Ясси за кількістю пасажиропотоку є четвертим по країні і є найважливішим в історичному регіоні Молдова.
Аеропорт є хабом для:
- Blue Air
- TAROM
- Wizz Air

## Історія
Регіон Яси було відкрито світові в якості привабливого для бізнесу 24.06.1926 р., коли вперше було виконано рейс на маршруті Бухарест ― Галац ― Ясси ― Кишинів.
У 1966 р. було збудовано бетонну ЗПС з курсами 15/33 загальною довжиною 1 800 м (5 906 фут), обладнаною сучасною на той час світловою системою. Три роки по тому було збудовано пасажирський термінал. У 2001 р. останній було реконструйовано для розмежування міжнародного та внутрішнього пасажиропотоків.
У червні 2012 р. було збудовано додатковий пасажирський термінал Terminal T2, що збільшило пропускну спроможність порту до 215 пас/год. Т2 було сконструйовано для обслуговування рейсів в зоні Шенген та внутрішніх. Старий термінал було названо Т1. 
У 2013 р. Яський міжнародний аеропорт ініціював довготермінову багаторівневу програму реконструкції. Модуль I програми (орієнтовно €57 інвестицій) було завершено в листопаді 2015 р., будівництво нової ЗПС, терміналу та розширення перону.
В жовтні 2015 р. було урочисто відкрито третій термінал (T3) з потенціалом 320 пас/год.
В листопаді 2017 р., летовищем скористався мільйонний пасажир.

## Авіалінії та напрямки, лютий 2023
| Авіакомпанія      | Пункт призначення |
| ----------------- | --- |
| Austrian Airlines | Відень |
| HiSky             | Дублін |
| Ryanair           | Париж-Бове, Мілан-Бергамо, Брюссель-Шарлеруа, Дублін (усі починаються 26 березня 2023) |
| TAROM             | Бухарест |
| Wizz Air          | Барселона, Барі, Базель-Мюлуз-Фрайбург, Париж-Бове, Мілан-Бергамо, Біллунн, Болонья, Катанія, Брюссель-Шарлеруа, Копенгаген, Дортмунд, Ейндговен, Стамбул (з 4 квітня 2023), Ларнака, Ліверпуль, Лондон–Лутон, Мадрид, Меммінген, Рим–Чампіно, Тель-Авів, Тревізо, Турин Сезонний: Санторіні |

## Статистика
Див. джерело запитів Вікіданих та джерела.